# Bezirksgericht Leonfelden

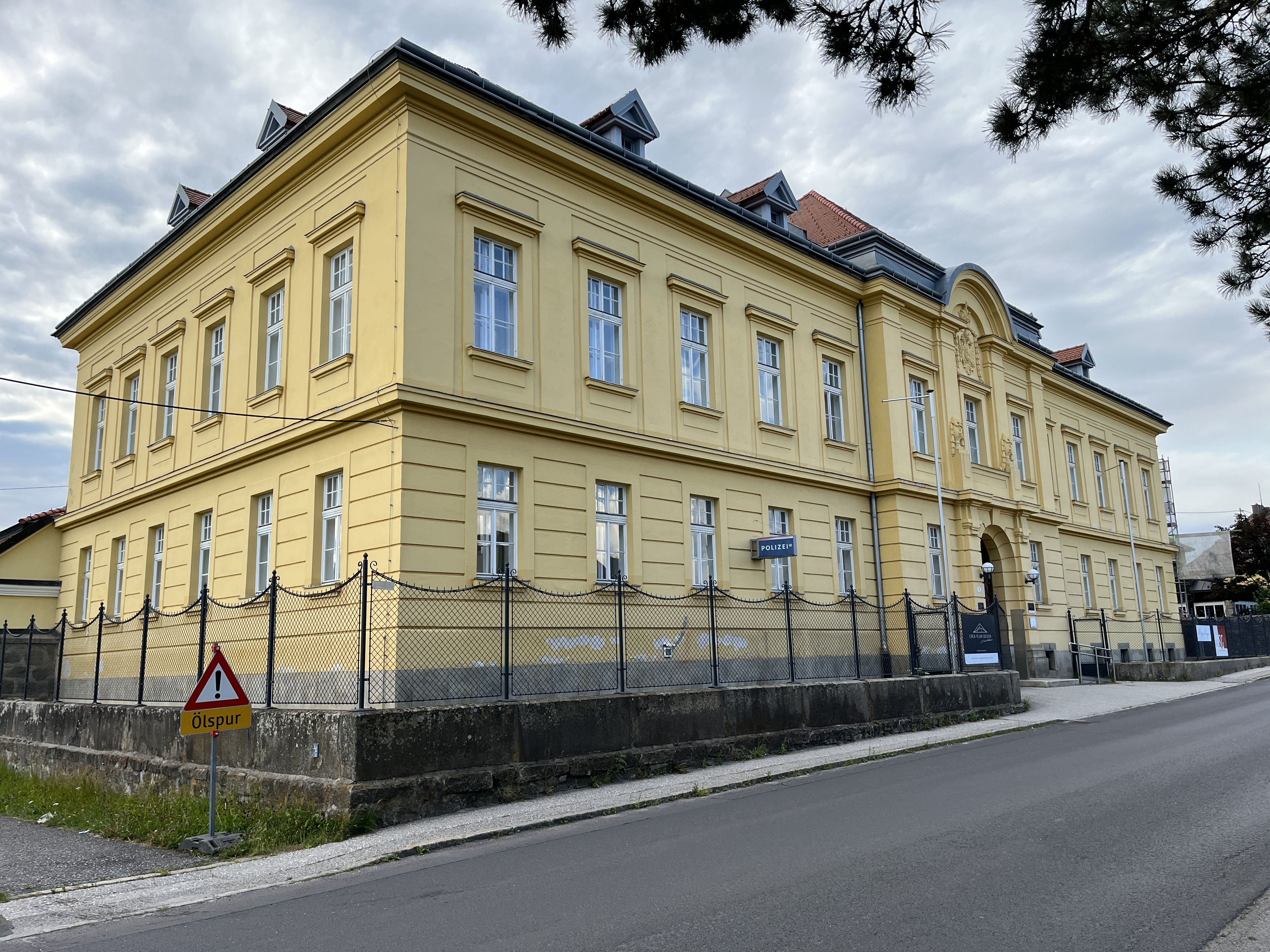
Das ehemalige Gerichtsgebäude

Das Bezirksgericht Leonfelden war ein Bezirksgericht in der Gemeinde Bad Leonfelden, Bezirk Urfahr-Umgebung (Oberösterreich). Das für den Gerichtsbezirk Leonfelden zuständige Bezirksgericht bestand von 1850 bis 2012. Die beiden ehemaligen Gerichtssitze mit der Adresse Böhmer Straße 1 bzw. Linzer Straße 26, 26a stehen unter Denkmalschutz.

## Geschichte
Am 10. Mai 1850 wurden die bisherigen landesfürstlichen und Patrimonial-Gerichte durch einen Erlass des k.k. Oberlandesgerichtes Linz zur Übergabe der Justizgeschäfte an die neu bestellten landesfürstlichen Gerichten verpflichtet. Das neu geschaffene Bezirksgericht Leonfelden wurde mit der Aufnahme seiner Geschäfte per 13. Juni 1850 angewiesen, wobei es für den „Gerichtsbezirk Leonfelden“, d. h. den nordöstlichen Teil des nun aufgelösten Landgerichtes Wachsenberg, die Exklave des Landgerichtes Freistadt um Schenkenfelden, den westlichen Teil des Landgerichtes Waldenfels sowie einen geringen Teil des Landgerichtes Haus um Reichenau im Mühlkreis. Beim Bezirksgericht Leonfelden handelte es zur Zeit der Gründung um ein Bezirksgericht II. Klasse. Dies bedeutete, dass für Vergehen als Strafgericht das übergeordnete Bezirks-Kollegial-Gericht Rohrbach zuständig war. Als Appell- und Spruchgericht, Civil-, Kollegial- und Handelsgericht für Leonfelden diente wiederum das Landesgericht Linz. Das Bezirksgericht Leonfelden war bis zur Auflösung dem Landesgericht Linz unterstellt, wobei das Bezirksgericht per 31. Dezember 2012 seine Tätigkeit einstellen musste.

## Bauwerke

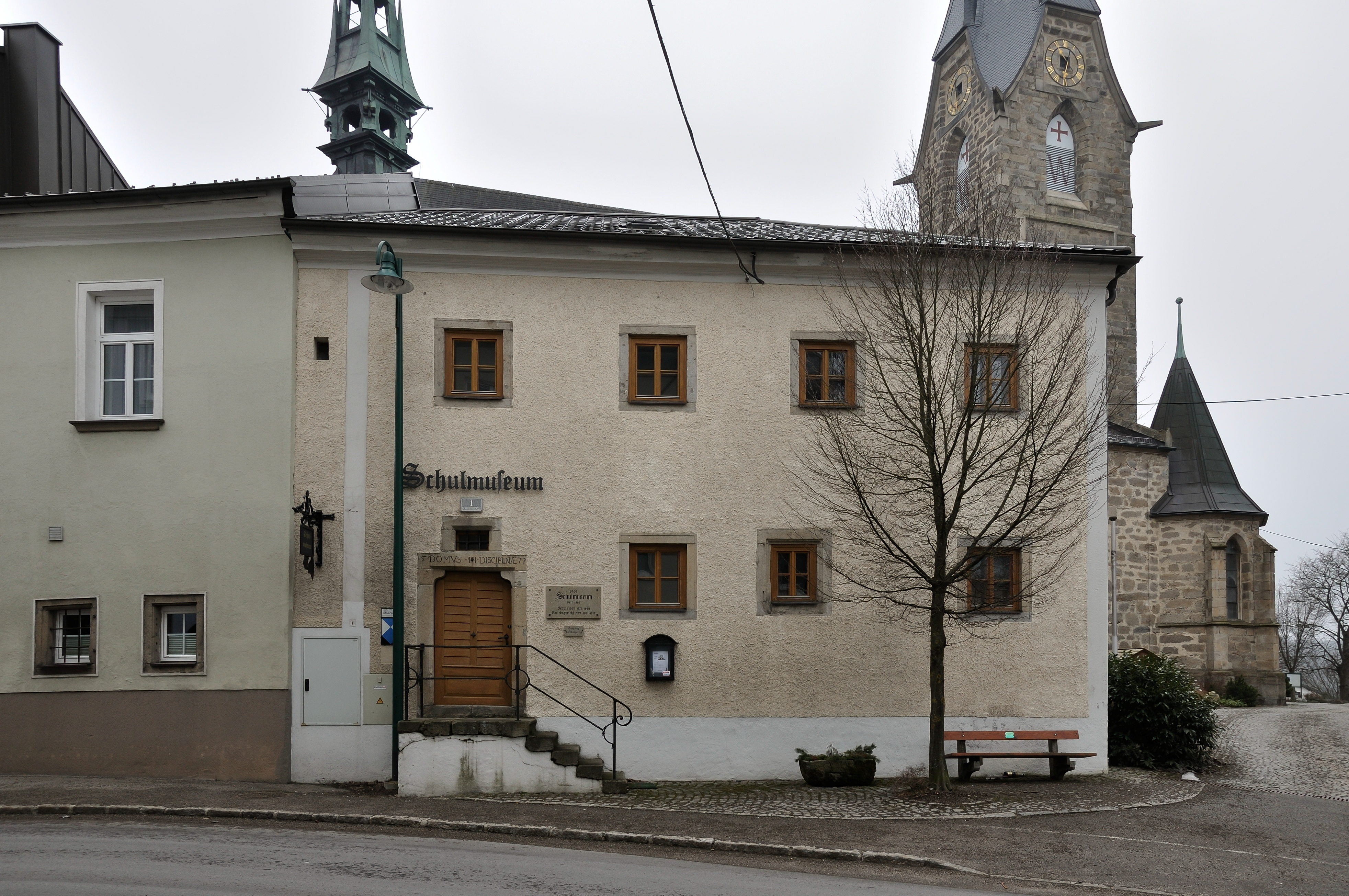
Das bis 1912 als Gerichtsgebäude dienende, heutige Schulmuseum

Das Bezirksgericht war bis 1912 im heutigen Schulmuseum Bad Leonfelden untergebracht, das sich in der Böhmer Straße Nr. 1 befindet. Das Gebäude befindet sich innerhalb des ehemaligen Mauerrings und wurde im Jahr 1577 errichtet. Das Haus diente bis 1850 als Schulhaus und wurde 1850 Sitz des Bezirksgerichtes. Seine Funktion als Bezirksgericht erfüllte es bis zum Neubau des neuen Gerichtsgebäudes, seit 1988 beherbergt es das Schulmuseum. Das Gebäude selbst ist ein zweigeschoßiges Bauwerk mit schulterbogigen Portalen, das 1785 auf seine heutige Höhe aufgestockt wurde. Es besitzt im Inneren als Tonnen- bzw. Stichkappentonnen ausgeführte Gewölbe, wobei letztere aus dem 17. Jahrhundert stammen. In einem Raum des Schulmuseums befindet sich eine Riemlingdecke über Rüstbaum, der sekundär zudem von einer Steinsäule gestützt wird. Die Eisentüren der Kamine stammen aus dem 18. Jahrhundert.
Um 1912 übersiedelte das Bezirksgericht in ein Anfang des 20. Jahrhunderts errichtetes Bezirksgericht- und Polizeigebäude. Der mächtige, zweigeschoßige U-förmige Bau mit Walmdach besitzt eine späthistoristische Fassade mit betontem Mittelrisalit. Die Fassade wurde des Weiteren durch Lisenen, einen Rundgiebel über der Portalachse, sezessionistische Vasen sowie ein k. k. Wappen gegliedert. Hinter dem Gebäude befindet sich zudem das ehemalige Gefängnis von Bad Leonfelden.